# Daniel Gygax
Pour les articles homonymes, voir Gygax.
Daniel Gygax est un joueur de football suisse né le 28 août 1981 à Zurich.

## Biographie
Il totalise 35 sélections pour 5 buts en équipe nationale. Il connaît sa première sélection le 31 mars 2004 au cours du match Grèce 1-0 Suisse. Il joue dix rencontres lors du tour préliminaire de la Suisse pour Coupe du monde de football de 2006. Lors de cette coupe, Daniel Gygax porta le numéro 10. 
Lors de la saison 2006-2007, il est en concurrence avec Kader Keita sur l'aile droite losciste. Daniel n'arrive plus à s'imposer dans l'effectif du LOSC malgré son but en Ligue des champions face à l'AEK Athènes, son entraîneur Claude Puel ne lui donne plus vraiment sa chance.
Il est prêté au FC Metz (Ligue  2), sans option d'achat, pour une période de six mois pour un échange avec Ludovic Obraniak. 
En avril 2007, il reçoit le trophée du joueur du mois UNFP de Ligue 2. N'ayant jamais caché son envie de rester au FC Metz à l'issue de cette saison 2006/2007[réf. nécessaire], des négociations entre Carlo Molinari et Michel Seydoux ont abouti au transfert définitif du joueur de Lille vers Metz. Il a paraphé le 28 juin 2007 un contrat le liant pour une période de trois ans au FC Metz.
En dehors du terrain, il a une autre passion : la musique. En effet, il fait occasionnellement  le DJ dans des nightclubs.
Après un an et demi passé à Metz, il ne veut pas rejouer en Ligue 2 et s'engage pour deux ans en 2. Bundesliga au FC Nuremberg. En fin de contrat à la fin de saison 2009-2010, il retourne au pays au FC Lucerne où il revient à son meilleur niveau[réf. nécessaire]. Gygax rejoint le FC Aarau en 2014. En 2015, il est transféré au FC Le Mont LS. Le 8 mars 2016, il rejoint la première ligue classique suisse au FC Zug 94.

## Statistiques

### Statistiques détaillées
| Saison                | Club                    | Championnat           | Championnat | Championnat | Coupe nationale | Coupe nationale | Coupe de la Ligue | Coupe de la Ligue | Compétition(s) continentale(s) | Compétition(s) continentale(s) | Compétition(s) continentale(s) | Suisse | Suisse | Total | Total |
| Saison                | Club                    | Division              | M.          | B.          | M.              | B.              | M.                | B.                | Comp.                          | M.                             | B.                             | M.     | B.     | M.    | B.    |
| 1998-1999             | FC Zurich               | LNA                   | 2           | 0           | -               | -               | -                 | -                 | -                              | -                              | -                              | -      | -      | 2     | 0     |
| 1999-2000             | FC Zurich               | LNA                   | 3           | 0           | -               | -               | -                 | -                 | -                              | -                              | -                              | -      | -      | 3     | 0     |
| 2000-2001             | FC Winterthour (prêt)   | LNB                   | 14          | 1           | -               | -               | -                 | -                 | -                              | -                              | -                              | -      | -      | 14    | 1     |
| 2001-2002             | FC Aarau (prêt)         | LNA                   | 21          | 3           | -               | -               | -                 | -                 | -                              | -                              | -                              | -      | -      | 21    | 3     |
| 2001-2002             | FC Zurich               | LNA                   | 4           | 0           | -               | -               | -                 | -                 | -                              | -                              | -                              | -      | -      | 4     | 0     |
| 2002-2003             | FC Zurich               | LNA                   | 31          | 3           | -               | -               | -                 | -                 | CI                             | 5                              | 1                              | -      | -      | 36    | 4     |
| 2003-2004             | FC Zurich               | Super League          | 28          | 6           | 1               | 3               | -                 | -                 | -                              | -                              | -                              | 7      | 1      | 36    | 10    |
| 2004-2005             | FC Zurich               | Super League          | 30          | 7           | 5               | 1               | -                 | -                 | -                              | -                              | -                              | 5      | 1      | 40    | 9     |
| Sous-total            | Sous-total              | Sous-total            | 133         | 20          | 6               | 4               | -                 | -                 | -                              | 5                              | 1                              | 12     | 2      | 156   | 27    |
| 2005-2006             | LOSC Lille Métropole    | Ligue 1               | 22          | 4           | 3               | 0               | 1                 | 0                 | C1                             | 2                              | 0                              | 12     | 3      | 40    | 7     |
| 2006-2007             | LOSC Lille Métropole    | Ligue 1               | 2           | 0           | -               | -               | 1                 | 0                 | C1                             | 1                              | 1                              | 4      | 0      | 8     | 1     |
| 2006-2007             | FC Metz (prêt)          | Ligue 2               | 9           | 3           | -               | -               | -                 | -                 | -                              | -                              | -                              | 1      | 0      | 10    | 3     |
| Sous-total            | Sous-total              | Sous-total            | 33          | 7           | 3               | 0               | 2                 | 0                 | -                              | 3                              | 1                              | 17     | 3      | 58    | 11    |
| 2007-2008             | FC Metz                 | Ligue 1               | 25          | 2           | 3               | 0               | -                 | -                 | -                              | -                              | -                              | 6      | 0      | 34    | 2     |
| Sous-total            | Sous-total              | Sous-total            | 25          | 2           | 3               | 0               | -                 | -                 | -                              | -                              | -                              | 6      | 0      | 34    | 2     |
| 2008-2009             | FC Nuremberg            | 2. Bundesliga         | 22          | 1           | 2               | 0               | -                 | -                 | -                              | -                              | -                              | -      | -      | 24    | 1     |
| 2009-2010             | FC Nuremberg            | Bundesliga            | 10          | 1           | -               | -               | -                 | -                 | -                              | -                              | -                              | -      | -      | 10    | 1     |
| Sous-total            | Sous-total              | Sous-total            | 32          | 2           | 2               | 0               | -                 | -                 | -                              | -                              | -                              | -      | -      | 34    | 2     |
| 2010-2011             | FC Lucerne              | Super League          | 35          | 8           | 3               | 1               | -                 | -                 | C3                             | 2                              | 0                              | -      | -      | 40    | 9     |
| 2011-2012             | FC Lucerne              | Super League          | 16          | 2           | 3               | 0               | -                 | -                 | -                              | -                              | -                              | -      | -      | 19    | 2     |
| 2012-2013             | FC Lucerne              | Super League          | 29          | 7           | 1               | 1               | -                 | -                 | C3                             | 2                              | 0                              | -      | -      | 32    | 8     |
| 2013-2014             | FC Lucerne              | Super League          | 6           | 0           | -               | -               | -                 | -                 | -                              | -                              | -                              | -      | -      | 6     | 0     |
| 2013-2014             | FC Aarau (prêt)         | Super League          | 15          | 1           | -               | -               | -                 | -                 | -                              | -                              | -                              | -      | -      | 15    | 1     |
| Sous-total            | Sous-total              | Sous-total            | 101         | 18          | 7               | 2               | -                 | -                 | -                              | 4                              | 0                              | -      | -      | 112   | 20    |
| 2014-2015             | FC Aarau                | Super League          | 22          | 0           | 3               | 1               | -                 | -                 | -                              | -                              | -                              | -      | -      | 25    | 1     |
| Sous-total            | Sous-total              | Sous-total            | 22          | 0           | 3               | 1               | -                 | -                 | -                              | -                              | -                              | -      | -      | 25    | 1     |
| 2015-2016             | FC Le Mont-sur-Lausanne | Challenge League      | 19          | 1           | 1               | 0               | -                 | -                 | -                              | -                              | -                              | -      | -      | 20    | 1     |
| Sous-total            | Sous-total              | Sous-total            | 19          | 1           | 1               | 0               | -                 | -                 | -                              | -                              | -                              | -      | -      | 20    | 1     |
| 2016-2017             | Zug 94                  | 1re ligue             | 14          | 2           | 1               | 0               | -                 | -                 | -                              | -                              | -                              | -      | -      | 15    | 2     |
| Sous-total            | Sous-total              | Sous-total            | 14          | 2           | 1               | 0               | -                 | -                 | -                              | -                              | -                              | -      | -      | 15    | 2     |
| Total sur la carrière | Total sur la carrière   | Total sur la carrière | 379         | 52          | 26              | 7               | 2                 | 0                 | -                              | 12                             | 2                              | 35     | 5      | 454   | 66    |

### Buts internationaux
| Numéro | Date             | Lieu                                                                  | Adversaire          | Score | Résultat | Compétition                             |
| ------ | ---------------- | --------------------------------------------------------------------- | ------------------- | ----- | -------- | --------------------------------------- |
| 1.     | 6 juin 2004      | Stade du Hardturm, Zurich (Suisse)                                    | Liechtenstein       | 1-0   | 1-0      | Match amical                            |
| 2.     | 9 février 2005   | Stade Maktoum bin Rashid Al Maktoum (en), Dubaï (Émirats arabes unis) | Émirats arabes unis | 0-1   | 1-2      | Match amical                            |
| 3.     | 7 septembre 2005 | Stade GSP, Stróvolos (Chypre)                                         | Chypre              | 1-3   | 1-3      | Éliminatoires de la Coupe du monde 2006 |
| 4.     | 1er mars 2006    | Hampden Park, Glasgow (Royaume-Uni)                                   | Écosse              | 0-2   | 1-3      | Match amical                            |
| 5.     | 31 mai 2006      | Stade de Genève, Genève (Suisse)                                      | Italie              | 1-1   | 1-1      | Match amical                            |

## Palmarès
- Coupe de Suisse :
  - Vainqueur en 2000, 2005 (FC Zurich)
- Championnat de France Ligue  2 : 
  - Champion en 2007 (FC Metz).

## Équipe nationale
- 35 sélections, 5 buts
- 1re sélection le 31 mars 2004 :  Grèce -  Suisse (1-0).